# Filiadhón
Filiadhón (Fyliadona) är en ort i Grekland.   Den ligger i prefekturen Fthiotis och regionen Grekiska fastlandet, i den centrala delen av landet, 160 km nordväst om huvudstaden Aten. Filiadhón ligger 526 meter över havet och antalet invånare är 432.
Terrängen runt Filiadhón är huvudsakligen kuperad, men åt nordväst är den platt. Runt Filiadhón är det mycket glesbefolkat, med 4 invånare per kvadratkilometer. Närmaste större samhälle är Lamia, 18,1 km söder om Filiadhón. 